# هيئات الاتحاد الأوروبي
الهيئات الرئيسية للاتحاد الأوروبي ويوراتوم هي:
- المؤسسات السبع الرئيسية للاتحاد الأوروبي، بما في ذلك المؤسسة الدولية (البنك المركزي الأوروبي)
- الهيئات الأخرى في الاتحاد الأوروبي المنشأة من خلال التشريع الأساسي (المعاهدات)، إما كهيئات القانون الدولي (كيانات مجموعة بنك الاستثمار الأوروبي ومعهد الجامعة الأوروبية  [لغات أخرى]‏ وآلية الاستقرار الأوروبي ومحكمة براءات الاختراع الموحدة  [لغات أخرى]‏) أو كهيئات بدون شخصية اعتبارية ( أمين المظالم الأوروبي والهيئات الاستشارية للاتحاد الأوروبي  [لغات أخرى]‏)
- الوكالات والهيئات المستقلة اللامركزية والمشروعات المشتركة لكل من الاتحاد الأوروبي ويوراتوم، وهي هيئات تابعة للاتحاد الأوروبي تأسست كشخصيات اعتبارية من خلال تشريعات ثانوية
- الهيئات الأخرى في الاتحاد الأوروبي المنشأة من خلال تشريعات ثانوية، والتي تفتقر إلى الشخصية الاعتبارية (على سبيل المثال مشرف حماية البيانات الأوروبي)
- الخدمات المشتركة بين المؤسسات

## مؤسسات الاتحاد الأوروبي
تسرد معاهدة الاتحاد الأوروبي في المادة 13 سبع مؤسسات تابعة للاتحاد الأوروبي، بما في ذلك مؤسسة دولية واحدة (البنك المركزي الأوروبي).
| الشعار                                 | الاسم                        | المقر             | الأعضاء                                             |
| -------------------------------------- | ---------------------------- | ----------------- | --------------------------------------------------- |
| European Parliament logo               | البرلمان الأوروبي            | بروكسل وستراسبورغ | 705 أعضاء البرلمان الأوروبي                         |
| Council of the EU and European Council | المجلس الأوروبي              | بروكسل            | 27 رؤساء دول أو حكومات الدول الأعضاء ورئيس المفوضية |
| Council of the EU and European Council | مجلس الاتحاد الأوروبي        | بروكسل            | 27 وزيرا                                            |
|                                        | المفوضية الأوروبية           | بروكسل            | 27 مفوضا                                            |
|                                        | محكمة العدل للاتحاد الأوروبي | لوكسمبورغ         | 27 قاضيا و11 محاميا عاما                            |
|                                        | البنك المركزي الأوروبي       | فرانكفورت         |                                                     |
|                                        | محكمة المدققين الأوروبية     | لوكسمبورغ         | 27 عضوا، 1 رئيس                                     |

## كيانات القانون الدولي في الاتحاد الأوروبي (بخلاف EBC)
- هيئات مجموعة بنك الاستثمار الأوروبي بما في ذلك صندوق الاستثمار الأوروبي ومعهد بنك الاستثمار الأوروبي.
- معهد الجامعة الأوروبية  [لغات أخرى]‏
- آلية الاستقرار الأوروبي
- محكمة براءات الاختراع الموحدة  [لغات أخرى]‏

## الهيئات الأخرى المنشأة بموجب معاهدات

### الهيئات الاستشارية
هناك عدد من الهيئات والوكالات الأخرى الجديرة بالملاحظة والتي ليست مؤسسات رسمية. هناك لجنتان استشاريتان لمؤسسات الاتحاد الأوروبي، إحداهما هي اللجنة الاقتصادية والاجتماعية (EESC) والتي تقدم المشورة بشأن السياسة الاقتصادية والاجتماعية (بشكل أساسي العلاقات بين العمال وأرباب العمل) وتتكون من ممثلين عن مختلف الصناعات وقطاعات العمل. أعضاءها البالغ عددهم 344 يتم تعيينهم من قبل المجلس لمدة أربع سنوات، ويتم تنظيمهم في ثلاث مجموعات متساوية إلى حد ما تمثل أصحاب العمل والموظفين ومصالح مختلفة أخرى؛ بينما الثانية هي اللجنة الأوروبية للأقاليم (CoR) تتكون من ممثلي السلطات الإقليمية والمحلية الذين لديهم تفويض انتخابي وهي تقدم المشورة بشأن القضايا الإقليمية. تضم 344 عضوًا، منظمين في مجموعات سياسية، يعينهم المجلس كل أربع سنوات.

### أمين المظالم الأوروبي
يتعامل أمين المظالم الأوروبي مع شكاوى المواطنين ضد مؤسسات الاتحاد الأوروبي ويتم انتخابه لمدة خمس سنوات من قبل البرلمان الأوروبي.

## الوكالات والهيئات المستقلة اللامركزية والهيئات الاعتبارية والمؤسسات المشتركة
يوجد عدد من الوكالات اللامركزية والتنفيذية والهيئات المستقلة اللامركزية والمشروعات المشتركة، وهي هيئات تابعة للاتحاد الأوروبي أو الجماعة الأوروبية للطاقة الذرية تم إنشاؤها كشخصيات اعتبارية من خلال تشريعات الاتحاد الأوروبي الثانوية. وتشمل هذه الوكالة الأوروبية للبيئة واليوروبول.

## الهيئات الأخرى والخدمات المشتركة بين المؤسسات
وهناك ثلاث هيئات مشتركة بين المؤسسات لا تمتلك الشخصية الاعتباريةوهي مكتب المنشورات ‏ الذي ينشر ويوزع المنشورات الرسمية من هيئات الاتحاد الأوروبي؛ ومكتب اختيار الموظفين الأوروبي ‏ وهو هيئة توظيف تنظم مسابقات للمناصب داخل مؤسسات الاتحاد والمدرسة الأوروبية للإدارة ‏ التي توفر تدريبًا خاصًا لموظفي مؤسسات الاتحاد.
هيئة أخرى هي المكتب الأوروبي لمكافحة الاحتيال OLAF الذي تتمثل مهمته في حماية المصالح المالية للاتحاد الأوروبي.
مشرف حماية البيانات الأوروبي يضمن أن المؤسسات تحترم حقوق خصوصية المواطنين بما يخص معالجة البيانات.